# To/Die/For
To/Die/For (abreviado TDF) es una banda de gothic metal procedente de Kouvola, en el sudeste de Finlandia. En 1993, sus integrantes formaron una banda de hard rock llamada Mary-Ann. En 1999, cambiaron su estilo musical por el gothic metal, lo cual les llevó a cambiar también el nombre de la banda al actual.

## Historia

### Mary-Ann (1993 - 1999)
To/Die/For se formó con el nombre de Mary-Ann en 1993. Lanzaron al mercado dos EP demos Mary-Ann, en 1997, y Deeper Sin en 1998 antes de cambiar su nombre y estilo musical en 1999. Después de Deeper Sin, firmaron contrato con la discográfica Spinefarm Records.

### All Eternity / Epilogue (1999 - 2002)
Su álbum debut All Eternity hizo que la banda lograra firmar contrato con Nuclear Blast para Europa y Pony Canyon para Japón. La versión In "The Heat Of The Night" junto "Farewell" se graban como videos musicales.
En 2000 la banda hizo una gira por Europa junto a Dark Tranquillity e In Flames. El bajista Miikka Kuisma dejó la banda y fue reemplazado por Marko Kangaskolkka. Epilogue, el sucesor de All Eternity, fue lanzado en 2001.

### Jaded / IV / Wounds Wide Open (2003 -)
El 4 de octubre de 2006, To/Die/For lanzaron su quinto álbum Wounds Wide Open. Después de la gira promocional, la banda decidió tomarse un descanso.

## Samsara (2010-2011)
Jape Perätalo ha confirmado que el nuevo trabajo de la agrupación va tomando forma y probablemente vea la luz al final de 2011 o principios de 2012.
No hace tanto que el vocalista de la banda finlandesa anunció la disolución. La falta de un sello y una serie de contratiempos en diversas giras fueron los argumentos esgrimidos para ello, aunque parece que Perätalo no puede estar alejado de su banda demasiado tiempo.
Según comentarios en un comunicado a través de una red social, el proceso de grabación de su sexto álbum de estudio está bastante avanzado y probablemente verá la luz al final del 2011 o principios de 2012. Este álbum viene a través de un sello que la banda creará para la ocasión.

Nuevas aportaciones
El 3 de diciembre de 2013, el grupo Mägo de Oz sacó a la venta su nuevo disco llamado "Celtic Land", en el cual To Die For colabora en la canción "Diabulus in musica 2.0".

## Miembros
- Jarno Perätalo - Voz
- Juppe Sutela - Guitarra
- Eza Viren - Guitarra
- Samuel Schildt - Bajo
- Matti Huopainen - Batería

### Miembros anteriores
- Joonas Koto - Guitarra (1999-2003, 2006-)
- Miikka Kuisma - Bajo (1999-2000)
- Marko Kangaskolkka - Bajo (2000-2003)
- Tonmi Lillman - Batería (1999-2003)
- Santtu Lonka - Batería
- Mika Ahtiainen - Guitarra
- Antti-Matti "Antza" Talala - Guitarra
- Joonas Koto - Guitarra
- Juska Salminen - Teclado

### Músicos invitados
- Kimberly Goss - Voz en All Eternity
- Marco Hietala - Voz en Epilogue
- Tanya Kemppainen - Voz en Epilogue y Jaded
- Anna - Voz en Jaded
- Alexi Laiho - Solo de guitarra en In the Heat of the Night

## Discografía

### Álbumes en estudio
- Mary-Ann  (Demo EP, 1997)
- Deeper Sin (Demo EP, 1998)
- All Eternity (1999)
- Epilogue (2001)
- Jaded (2003)
- IV (2005)
- Wounds Wide Open (2006)
- Epilogue From The Past (2010)
- Samsara (2011)
- CULT (2015)

### Sencillos
- In The Heat of the Night (2000)
- Hollow Heart (2001)
- Little Deaths (2005)
- Like Never Before (2006)
- Screaming Birds (2014)